# سيد فاغنر
سيد فاغنر (بالإنجليزية: Sid Wagner)‏ هو لاعب كرة قدم أمريكية أمريكي، ولد في 19 أكتوبر 1912 في لانسنغ في الولايات المتحدة، وتوفي في 5 يونيو 1972.

## وصلات خارجية
- سيد فاغنر على موقع مرجع كرة القدم المحترفة.كوم (الإنجليزية)